# قاهر الظلام (فلم)
صاحب الصورة هو فيلم مصري، من تأليف نجيب محفوظ وإخراج إبراهيم الصحن، بطولة كل من محمود ياسين، يولاند فوليو، حمدي أحمد، يحيى الفخراني، حسن مصطفى، حسين الشربيني، عبدالعليم خطاب.

## ملخص القصة
يروي الفيلم قصة حياة عميد الأدب العربي طه حسين منذ طفولته في إحدى قرى المنيا حيث استطاع تخطي كافة الصعوبات رغم كونه كفيف ليترك بصمته على الأدب والمشهد الثقافي والنظام التعليمي.

## طاقم العمل

### تمثيل
- محمود ياسين (د. طه حسين)
- يولاند فوليو (سوزان)
- حمدي أحمد (الشيخ حسين)
- يحيى الفخراني (الأخ درعمي)
- حسن مصطفى (شيخ الكُتّاب)
- حسين الشربيني (الشيخ أحمد)
- عبدالعليم خطاب(الشيخ حسين - أبو طه)
- زوزو حمدي الحكيم (أم طه)
- سيد مدبولى
- توفيق الكردي
- نادر نورالدين(طه حسين - صبيًا)
- سلامة إلياس
- فاروق يوسف
- عبدالغني النجدي
- فخري عازر
- أديب الطرابلسي
- أحمد شوقي
- رشوان مصطفى
- نعيم عيسى
- عدوي غيث
- محمود رشاد
- وفيق فهمي
- عبدالمنعم النمر
- أحمد عمار
- محمد الشويحي(العمدة)

### تأليف
- كمال الملاخ (مؤلف)
- سمير عبد العظيم (سيناريو وحوار)
- رفيق الصبان (سيناريو وحوار)
- صبري موسى (سيناريو وحوار)
- إبراهيم الورداني (مراجع السيناريو والحوار)
- يوسف جوهر (مراجع السيناريو والحوار)
- نجيب محفوظ (مراجع السيناريو والحوار)
- توفيق الحكيم (مراجع السيناريو والحوار)

### صوت
- نصري عبد النور (كبير مهندسي الصوت)
- عباس بسيوني (صوت)
- إجلال زكي (الأداء الصوتي لشخصية سوزان)
- حسن الشاعر (م. صوت)

### مونتاج
- حسين عفيفي (مونتير)
- ناهد مكاوي (نيجاتيف)
- وديع شفيق (مركب الفيلم)

### معمل
- معامل مدينة السينما (مدينة السينما).(الطبع والتحميض)
- حامد حفناوي (مصحح الألوان)
- حسن عيسى (مدير المعامل)

### إنتاج
- سعد شنب (منتج)
- فؤاد جمجوم (منتج)
- صلاح خطاب (مدير الإنتاج)

### موسيقى
- فؤاد الظاهري (موسيقى تصويرية)
- سيد مكاوي (ألحان وغناء)

### ماكياج
- يوسف طه (ماكيير)
- طلعت أحمد (طلعت علي أحمد) (كوافير)

### إخراج
- عاطف سالم (مخرج)
- أحمد السبعاوي (مخرج مساعد)

### تصوير
- إبراهيم صالح (مدير التصوير)
- عبد الحميد عمر (مصور)

### توزيع
- الهيئة المصرية العامة للسينما والمسرح والموسيقى (موزع)

### فوتوغرافيا
- فتحي عزت (مصور فوتوغرافيا)

### كاستينج
- علي وجدي (ريجيسير)

### ملابس
- فوزية حجازي (مصمم الملابس)

### ديكور
- حسين الشريف (حسين شريف) (إكسسوار)

### جرافيكس
- الشحري (العناوين)[2]